# 聖公會派別
聖公會派別（英語： 或 ；在官方情境下一般稱作「傳統」［］）是指在英格蘭教會及普世聖公宗內部發展出來的多種觀點、思潮、傾向、派別。這些觀點和派別影響到聖公會的神學及禮儀，使聖公會傳統趨向多元化。

## 詞源
一詞源自，後者原意為「牧師」或任何「聖職者」，約於1677年前，該詞開始指稱那些堅定的英格蘭教會擁護者；到了19世紀，該詞又用於區分聖公會教徒和持有異議的教徒。前者則首次使用於1680年，原本用來表達那些英格蘭教會擁護者的態度和意見，如今這個詞被賦予了新的含義，用來描述並分類聖公會內部的不同觀點及派別。某些聖公會教徒樂於將自己劃分到特定派別中，也有教徒認為自己就是聖公會信徒，不用再細分派別。(Neill，第398頁)

## 概述
於17世紀末開始使用的「高派」與「低派」是最早的兩個分類，原本用以描述在英國政教關係上持不同意見的人。但隨着時代的變遷，詞義也隨之變化。到了19世紀末，這兩個詞主要用來區分對教會禮儀持相反意見的教徒，即高派教徒重視儀式的華美，低派教徒主張簡化儀式。在高、低派教會被定義不久之後，低教會派中的部份信徒被稱作「宗教自由主義者」，因為他們不太重視教會所定的教義，或者說對這些特定教義漠不關心，毫無興趣。這些自由主義者最終於19世紀演變成聖公會中的廣教會派，該派並於20世紀上半葉發展出「現代主義」運動。現今，聖公會中的派別通常被稱為「安立甘大公派」、「聖公會福音派」以及「自由派」。前文所述的派別中，除了高教會派，其他名稱一般只用於指稱歷史上的派別劃分。對每個名稱的精準定義會因人而異，且如今抱持混合思潮的派別也越來越多，比如安立甘大公主義自由派。而廣教會派在現代的用法也和歷史上不盡相同，現時該派主要指那些不分派別的聖公會教徒，即既不屬於高教會派，也不屬於低教會派、福音派或自由派。(Hylson-Smith，第340頁)

衆所周知，聖公會的三大教會權威來源是聖經、理智與傳統。一般來說，低教會派和福音派信徒更重視聖經；廣教會派和自由派信徒側重理智；高教會派和安立甘大公派崇尙傳統。（Holmes III:11; Carey:14-16）但這些都不是絕對的，如前所述，現今抱持混合思潮的派別也越來越多。所以，如果只着眼於單一的派別劃分是難以窺見全貌的。約克大主教西利爾·加柏特在他的著作中提到他在薩瑟克教區的經歷：
| “ | 我發現這個教區的教徒分屬不同派別，他們之間的差異非常明顯…… 但只要有虔敬之心，無論是在安立甘大公教堂的晨間敬拜，抑或在福音派教堂的晚間佈道，我都不會遇到任何困難…… 且一旦有需要的話，這裡的牧師和平信徒都能摒棄派別之分，聚到一起作祈禱、事工、奉獻。(Garbett，第27頁) | ” |

專長英倫宗教史的歷史學家威廉·吉勃遜在其著作中寫道：
| “ | 由於人們對18世紀一場短暫爭議的過多關注，讓大家忽略了那個時期的多數牧師和平信徒其實都心懷安寧與平和…… 那時的高派和低派之間的關係並非楚河漢界，它們更像是聖公會內部的兩股廣涵流派，雙方常有融合、重疊甚至一致的情況發生。(Gibson，第1, 2頁) | ” |

這一概念有時也被其他基督宗教教派所採納，比如在路德宗裡就有自由派、敬虔派、認信派、高教會派以及福音派天主教。

## 圖庫

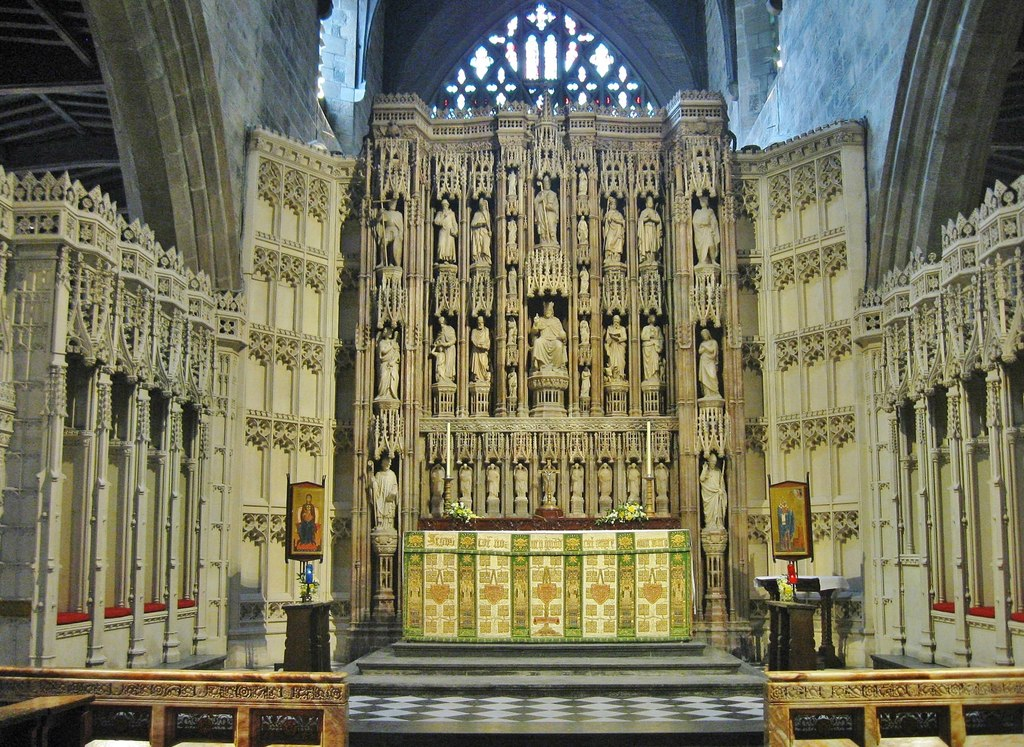
紐卡斯爾座堂主祭壇（高教會派）
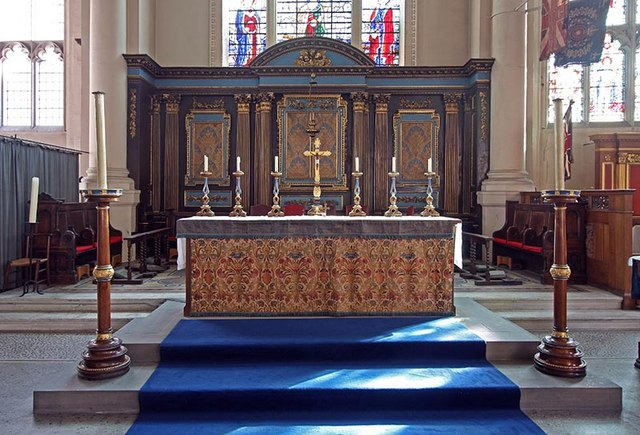
倫敦聖墓教堂（英语：St Sepulchre-without-Newgate）主祭壇（低教會派）
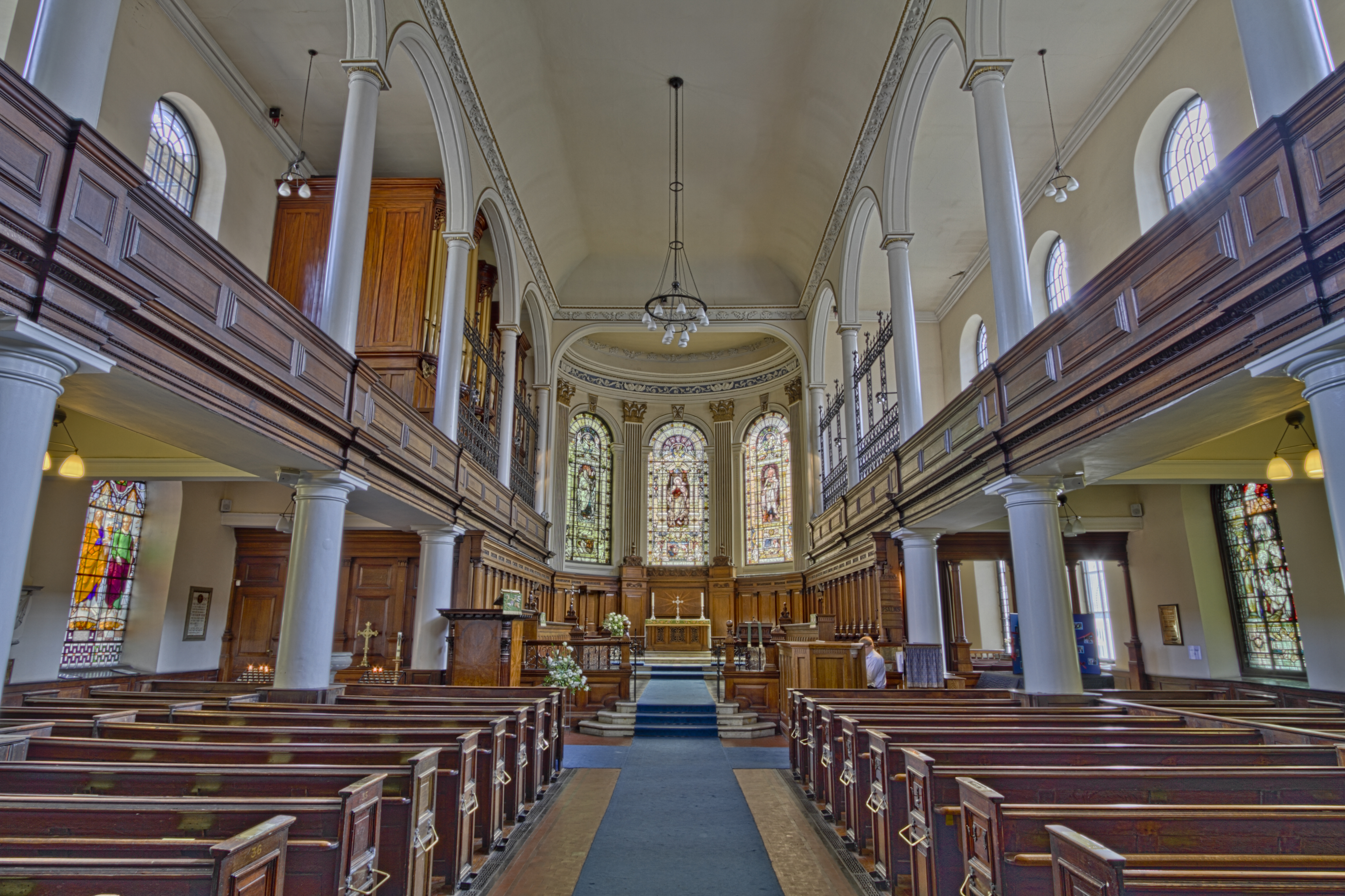
聖安教堂內部（廣教會派）
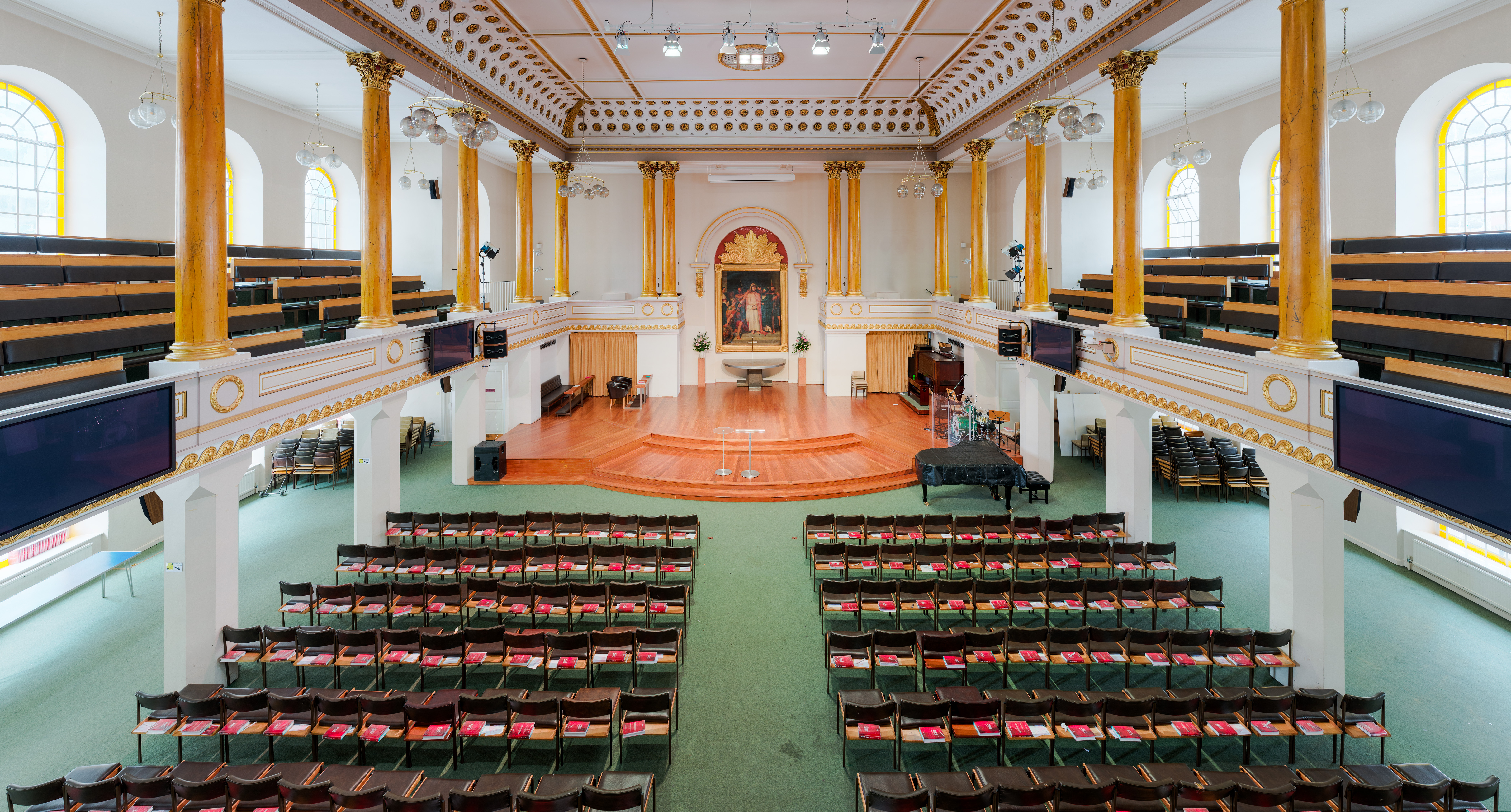
朗豪坊諸靈堂內部（福音派）
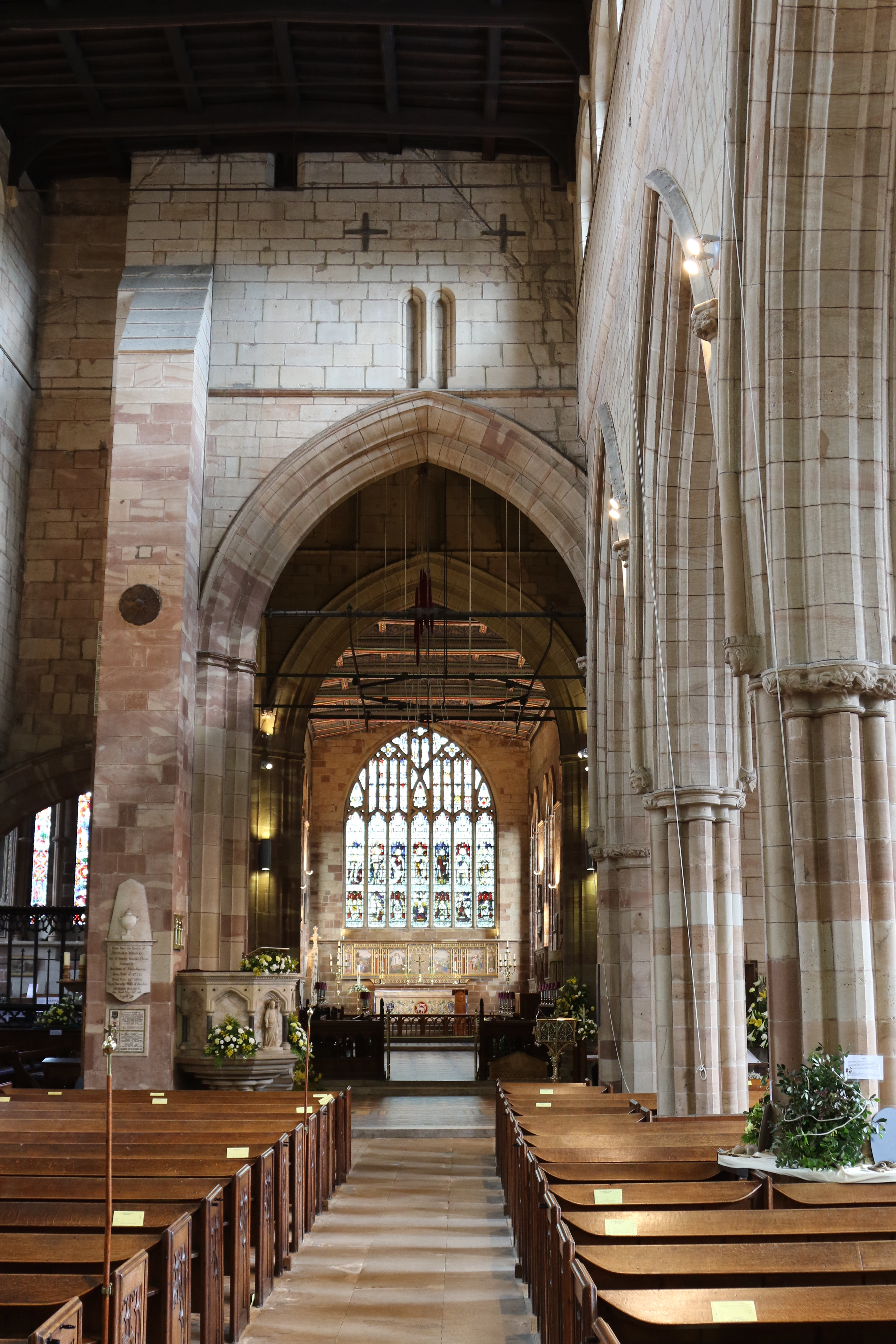
聖奧士華堂（英语：St Oswald's Church, Ashbourne）內部（中立派）
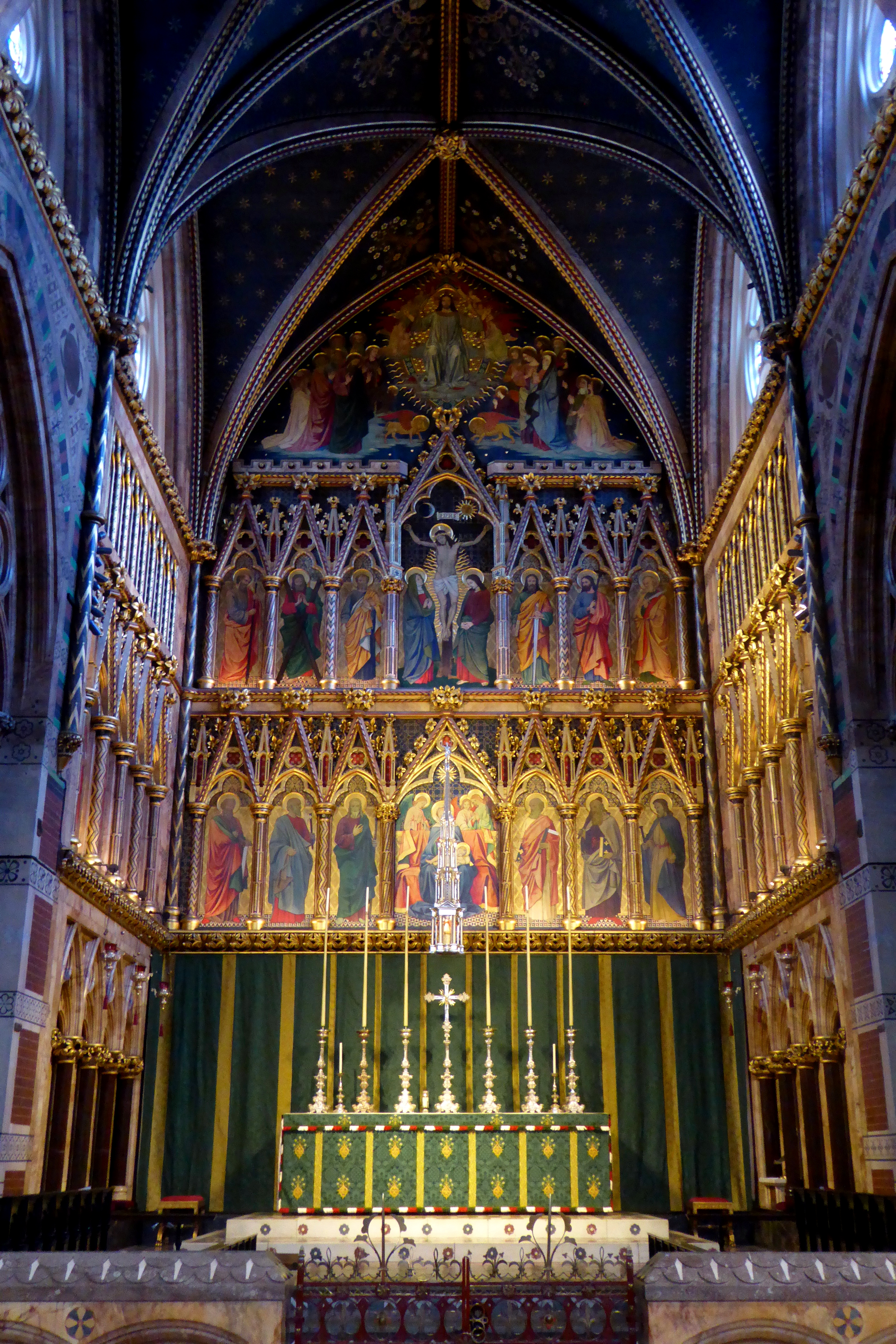
瑪格麗特街諸聖堂主祭壇（安立甘大公派）